# Aliabad Czi
Aliabad Czi (pers. علي ابادچي) – wieś w Iranie, w ostanie Isfahan. W 2006 roku miejscowość liczyła 113 mieszkańców w 32 rodzinach.